# پاراکوماریل الکل
پاراکوماریل الکل (به انگلیسی: Paracoumaryl alcohol) با فرمول شیمیایی C9H10O2 یک ترکیب شیمیایی با شناسه پاب‌کم 5280535 است. که جرم مولی آن ۱۵۰٫۱۷۴۵ گرم بر مول می‌باشد. 